# Oleksandr Belikov
Oleksandr Oleksandrovyč Belikov (in ucraino Олександр Олександрович Беліков?; Berdjans'k, 31 maggio 1992) è un cestista ucraino.

## Palmarès
- Campionato ucraino: 3

Chimik Južnyj: 2014-15, 2015-16
Prometey: 2020-21
- Coppa d'Ucraina: 1

Chimik Južnyj: 2016